# De uskyldige
The Innocents (noruec: De uskyldige) és una pel·lícula de terror psicològic de suspens sobrenatural de fantasia fosca noruega escrita i dirigida per Eskil Vogt de 2021. La pel·lícula es va estrenar en la secció Un Certain Regard del 74è Festival Internacional de Cinema de Canes l'11 de juliol de 2021. Quatre nens es fan amics durant les vacances d'estiu i, fora de la vista dels adults, descobreixen que tenen poders ocults. Mentre exploren les seves noves habilitats en els boscos i parcs infantils pròxims, el seu joc innocent presa un gir fosc i comencen a succeir coses estranyes. Ha estat subtitulada al català.

## Argument
La jove solitària Ida i la seva germana major Anna s'han mudat a un apartament amb els seus pares. Anna té autisme no verbal , per la qual cosa Ida ha de fer-se responsable d'ella. Un dia, Idda coneix a Ben i els dos entaulen una amistat. Ben li mostra a Ida que és capaç de moure objectes petits i lleugers amb telequinesi .
Se li demana a Ida que porti a Anna al pati d'esbarjo i la deixa allí perquè vagi a jugar amb Ben. Juguen al futbol fins que un pinxo els lleva la pilota. Ben recull un gat que ha vist en el bosc i els dos el deixen caure des de l'alt de les escales del complex d'apartaments. Troben al gat viu, però Ben el mata aixafant-li el crani amb el peu. Quan Ida buscarà a Anna, ella no està en el gronxador on Ida la va deixar. Ida descobreix a Anna jugant amb Aisha, una altra nena del complex d'apartaments. Aisha demostra que pot comunicar-se amb Anna mitjançant telepatia . Més tard es revela que Anna pot moure objectes amb telekenesis, però Ida descobreix que els poders són més forts quan els tres nens estan junts i que ella és l'única filla del grup sense poders sobrenaturals.
Els nens practiquen els seus poders i els enforteixen i Anna comença a pronunciar paraules verbalment. Mentre envia missatges mentals, Ben s'enutja amb el missatge "Ben és un idiota" i el posterior riure d'Aisha. Derroca a Aisha telequinéticamente i Anna intervé. En la batalla mental, Anna resulta ferida per un tros de fusta allotjat a la seva cama. A casa, Ben és renyat per la seva mare i la deixa inconscient amb una paella usant els seus poders. Més tard es desperta i li diu que demani ajuda. En una escena posterior, el seu cos roman en la cuina amb el rostre cobert amb una tovallola.
Usant els seus poders, Ben pot "buscar" a altres persones i influir en elles perquè facin el que ell vol. Mentre està en tràngol, li ordena a un veí que mati al seu pinxo. Després d'explicar-li a Ida sobre aquest poder mentre jugava en el bosc, ella l'anima a demostrar-lo controlant-la. Ho fa fent-la pujar a un frigorífic; Quan es trenca l'encanteri, ella diu que va veure una serp que en realitat era la branca d'un arbre. Ben diu que només volia que ella es pugés al refrigerador, per la qual cosa veure la serp és una imatge que va crear la ment d'Ida. Li mostra a Ida que pot trencar la branqueta gran i després li trenca la cama a un nen al pati d'esbarjo. Aisha se sent atreta cap a fora per això i li diu a Ben que es detingui. Ell li llança una pedra usant els seus poders i després l'ataca aparentment forçant la seva gola a tancar-se. Ida empeny físicament a Ben i l'encanteri es trenca. Anna i Aisha decideixen detenir a Ben perquè saben que les danyarà. Però aquesta nit Ben usa els seus poders per a influir en la mare de Aisha perquè la mati amb un ganivet.
Un estrany segueix a Ida, Anna i el seu pare, suggerint que Ben l'està usant per a intentar matar-los. L'estrany intenta entrar al complex d'apartaments darrere d'ells, però no pot entrar. Més tard, Ida convida a Ben a jugar amb un planador de joguina i acorden anar a un lloc més alt per a llançar-lo. En el pas elevat de l'autopista on van matar al pinxo, Ben puja per a llançar el planador i ida avança per a empènyer-lo. Una dona amb bicicleta li crida a Ben que baixi, però ida l'empeny per sobre de la paret. Ben cau sobre una àrea coberta d'herba al costat de la carretera i sembla estar en trànsit. Ida surt corrent, però s'adona que està sota el control de Ben quan el seu entorn es torna fosc i veu la serp novament. Corre cap a la carretera i es trenca una cama quan l'atropella un cotxe; Ben simultàniament es desperta cridant.
De retorn a casa, Ida tem que Ben usi a la seva mare com a represàlia, per la qual cosa es tanca en el bany. La seva mare surt de l'apartament per a anar a la botiga. Quan Oda surt del bany, Anna també se n'ha anat. Anna surt, ella i Ben s'enfronten a l'altre costat d'un gran estany. Afecten el seu entorn amb telequinesi i Ben domina a Anna, fent-la caure. Ida perd la seva crossa en intentar baixar les escales. Ella crida i explota el seu guix, descobrint que també té telequinesis. La batalla entre Anna i Ben s'intensifica: els bebès ploren, els gossos borden, es formen ones. Anada s'uneix a Anna mentre alguns dels nens pròxims comencen a mirar des del pati de jocs i els balcons dels apartaments. Anna i Ida es prenen de la mà i Ben s'afebleix visiblement. Un gronxador de metall es doblega i Ben se senta en el gronxador de pneumàtics. Al final es produeix una gran explosió d'energia que fa que les coses pròximes caiguin; al mateix temps, Ben mor per l'explosió i el seu cos resta inert al gronxador. Els nens que estaven mirant tornen als seus jocs i a les seves cases.
Ida i Anna tornen a l'apartament. La seva mare torna i Ida li fa una gran abraçada, mentre Anna juga amb la seva pissarra. Després, Anna fa una pausa, com si estigués a punt d'escriure alguna cosa, la qual cosa suggereix que ella i Ida poden controlar el seu autisme.

## Repartiment
- Rakel Lenora Fløttum com a Ida
- Alva Brynsmo Ramstad com a Anna
- Sam Ashraf com a Ben
- Mina Yasmin Bremseth Asheim com Aisha
- Ellen Dorrit Petersen com a Henriette
- Morten Svartveit com el pare d'Ida i Anna
- Kadra Yusuf com a mare d'Aishas
- Lisa Tønne com a mare de Ben

## Llançament
The Innocents es va estrenar al 74è Festival Internacional de Cinema de Canes, a la secció Un Certain Regard, l'11 de juliol de 2021. Més tard es va projectar al Fantastic Fest a Austin, Texas, al setembre de 2021. A principis d'aquell mateix mes, els drets de distribució de la pel·lícula als Estats Units van ser adquirits per IFC Midnight, i va tenir una estrena limitada el 13 de maig de 2022. Va ser llançat en VOD per RLJ Entertainment el 18 d'octubre de 2022.

## Recepció

### Taquilla
The Innocents va recaptar 25.705 $ als Estats Units i el Canadà, i 206.366 $ a altres territoris per un total mundial de 232.071 $, contra un pressupost de producció de 3,2-3,4 milions.

### Resposta crítica
Al lloc web de l'agregador de ressenyes Rotten Tomatoes, el 96% de les 112 crítiques són positives, amb un nota mitjana de 7,6/10. El consens del lloc web diu: "The Innocents subverteix de manera esgarrifosa la puresa de la joventut en un thriller amb una interpretació poderosa que s'allarga molt després dels crèdits."  Metacritic, que utilitza una mitjana ponderada, va assignar a la pel·lícula una puntuació de 79 sobre 100, basat en 24 crítics, indicant crítiques "generalment favorables".
Leslie Felperin de The Hollywood Reporter va anomenar la pel·lícula "de baixa tecnologia, d'alta tensió", i va escriure que "El món solitari, estrany i, de vegades, irreflexivament violent de la infància s'explora amb una franquesa esgarrifosa i una habilitat excepcional".  Jessica Kiang de Variety va elogiar les actuacions dels actors infantils així com l'atmosfera de la pel·lícula, qualificant la pel·lícula "tant un exercici de gènere satisfactori com una observació minuciosa del procés pel qual els nens petits adquireixen moralitat". Anton Bitel de Sight & Sound va escriure que la pel·lícula "utilitza el seu marc de gènere per mostrar la connexió, la curiositat i la crueltat dels seus personatges joves, i també es pregunta si la pèrdua inevitable de la innocència a aquesta edat és una pissarra que mai pot ser senzilla".